# Campeonato Mundial de Halterofilismo de 1997
O Campeonato Mundial de Halterofilismo de 1997 foi a 68ª edição do campeonato de halterofilismo, organizado pela Federação Internacional de Halterofilismo (FIH), em Chiang Mai, na Tailândia, entre 6 a 14 de dezembro de 1997. Foram disputadas 19 categorias (10 masculino e 9 feminino), com a presença de 332 halterofilistas (189 masculino e 143 feminino) de 51 nacionalidades filiadas à Federação Internacional de Halterofilismo (FIH). Teve como destaque a China com 44 medalhas no total, sendo 29 de ouro.

## Medalhistas

### Masculino
| Evento    | Ouro                        | Ouro     | Prata                          | Prata    | Bronze                         | Bronze   |
| 54 kg     | 54 kg                       | 54 kg    | 54 kg                          | 54 kg    | 54 kg                          | 54 kg    |
| --------- | --------------------------- | -------- | ------------------------------ | -------- | ------------------------------ | -------- |
| Arranque  | Yang Bin · China            | 127,5 kg | Lan Shizhang · China           | 127,5 kg | Wang Shin-yuan · Taipé Chinesa | 115,0 kg |
| Arremesso | Lan Shizhang · China        | 160,5 kg | Wang Shin-yuan · Taipé Chinesa | 147,5 kg | Nayden Rusev · Bulgária        | 147,5 kg |
| Total     | Lan Shizhang · China        | 287,5 kg | Yang Bin · China               | 272,5 kg | Wang Shin-yuan · Taipé Chinesa | 262,5 kg |
| 59 kg     |                             |          |                                |          |                                |          |
| Arranque  | William Vargas · Cuba       | 132,5 kg | Stefan Georgiev · Bulgária     | 130,0 kg | Le Maosheng · China            | 130,0 kg |
| Arremesso | Stefan Georgiev · Bulgária  | 165,0 kg | Le Maosheng · China            | 165,0 kg | Sevdalin Minchev · Bulgária    | 162,5 kg |
| Total     | Stefan Georgiev · Bulgária  | 295,0 kg | Le Maosheng · China            | 295,0 kg | Sevdalin Minchev · Bulgária    | 290,0 kg |
| 64 kg     |                             |          |                                |          |                                |          |
| Arranque  | Wang Guohua · China         | 147,5 kg | Hafız Süleymanoğlu · Turquia   | 145,0 kg | Xiao Jiangang · China          | 142,5 kg |
| Arremesso | Xiao Jiangang · China       | 175,0 kg | Asif Malikov · Azerbaijão      | 172,5 kg | Valentin Sarov · Bulgária      | 170,0 kg |
| Total     | Xiao Jiangang · China       | 317,5 kg | Hafız Süleymanoğlu · Turquia   | 315,0 kg | Asif Malikov · Azerbaijão      | 305,0 kg |
| 70 kg     |                             |          |                                |          |                                |          |
| Arranque  | Zlatan Vanev · Bulgária     | 160,0 kg | Zhan Xugang · China            | 157,5 kg | Wan Jianhui · China            | 155,0 kg |
| Arremesso | Zlatan Vanev · Bulgária     | 195,0 kg | Zhan Xugang · China            | 195,5 kg | Kim Hak-bong Coreia do Sul     | 185,0 kg |
| Total     | Zlatan Vanev · Bulgária     | 355,0 kg | Zhan Xugang · China            | 352,5 kg | Wan Jianhui · China            | 340,0 kg |
| 76 kg     |                             |          |                                |          |                                |          |
| Arranque  | Georgi Gardev · Bulgária    | 167,5 kg | Waldemar Kosiński · Polónia    | 165,0 kg | Yoto Yotov · Bulgária          | 165,0 kg |
| Arremesso | Yoto Yotov · Bulgária       | 202,5 kg | Andrzej Kozłowski · Polónia    | 200,0 kg | Waldemar Kosiński · Polónia    | 197,5 kg |
| Total     | Yoto Yotov · Bulgária       | 367,5 kg | Georgi Gardev · Bulgária       | 365,0 kg | Waldemar Kosiński · Polónia    | 362,5 kg |
| 83 kg     |                             |          |                                |          |                                |          |
| Arranque  | Andrzej Cofalik · Polónia   | 172,5 kg | Yury Myshkovets · Rússia       | 172,5 kg | Dursun Sevinç · Turquia        | 170,0 kg |
| Arremesso | Zhang Yong · China          | 207,5 kg | Krzysztof Siemion · Polónia    | 207,5 kg | Andrzej Cofalik · Polónia      | 207,5 kg |
| Total     | Andrzej Cofalik · Polónia   | 380,0 kg | Dursun Sevinç · Turquia        | 375,0 kg | Krzysztof Siemion · Polónia    | 372,5 kg |
| 91 kg     |                             |          |                                |          |                                |          |
| Arranque  | Tadeusz Drzazga · Polónia   | 177,5 kg | Maksim Agapitov · Rússia       | 175,0 kg | Andrey Makarov · Cazaquistão   | 170,0 kg |
| Arremesso | Julio Luna · Venezuela      | 212,5 kg | Maksim Agapitov · Rússia       | 205,0 kg | Oleh Chumak · Ucrânia          | 200,0 kg |
| Total     | Maksim Agapitov · Rússia    | 380,0 kg | Tadeusz Drzazga · Polónia      | 377,5 kg | Julio Luna · Venezuela         | 377,5 kg |
| 99 kg     |                             |          |                                |          |                                |          |
| Arranque  | Martin Tešovič · Eslováquia | 180,0 kg | Choi Jong-keun Coreia do Sul   | 177,5 kg | Lorenzo Carrió · Espanha       | 172,5 kg |
| Arremesso | Martin Tešovič · Eslováquia | 220,0 kg | Ernesto Montoya · Cuba         | 215,0 kg | Oleksiy Obukhov · Ucrânia      | 212,5 kg |
| Total     | Martin Tešovič · Eslováquia | 400,0 kg | Choi Jong-keun Coreia do Sul   | 387,5 kg | Oleksiy Obukhov · Ucrânia      | 385,0 kg |
| 108 kg    |                             |          |                                |          |                                |          |
| Arranque  | Cui Wenhua · China          | 195,0 kg | Evgeny Shishlyannikov · Rússia | 190,0 kg | Sergey Syrtsov · Rússia        | 185,0 kg |
| Arremesso | Cui Wenhua · China          | 220,0 kg | Wes Barnett · Estados Unidos   | 220,0 kg | Mariusz Jędra · Polónia        | 217,5 kg |
| Total     | Cui Wenhua · China          | 415,0 kg | Mariusz Jędra · Polónia        | 392,5 kg | Wes Barnett · Estados Unidos   | 390,0 kg |
| +108 kg   |                             |          |                                |          |                                |          |
| Arranque  | Ronny Weller · Alemanha     | 200,0 kg | Andrey Chemerkin · Rússia      | 200,0 kg | Viktors Ščerbatihs · Letônia   | 187,5 kg |
| Arremesso | Andrey Chemerkin · Rússia   | 262,5 kg | Ronny Weller · Alemanha        | 250,0 kg | Viktors Ščerbatihs · Letônia   | 225,0 kg |
| Total     | Andrey Chemerkin · Rússia   | 462,5 kg | Ronny Weller · Alemanha        | 450,0 kg | Viktors Ščerbatihs · Letônia   | 412,5 kg |

- — RECORDE MUNDIAL

### Feminino
| Evento    | Ouro                              | Ouro     | Prata                           | Prata    | Bronze                            | Bronze   |
| 46 kg     | 46 kg                             | 46 kg    | 46 kg                           | 46 kg    | 46 kg                             | 46 kg    |
| --------- | --------------------------------- | -------- | ------------------------------- | -------- | --------------------------------- | -------- |
| Arranque  | Kyi Kyi Than Birmânia             | 77,5 kg  | Liu Ling · China                | 75,0 kg  | Sri Indriyani · Indonésia         | 75,0 kg  |
| Arremesso | Liu Ling · China                  | 100,0 kg | Kunjarani Devi · Índia          | 97,5 kg  | Sri Indriyani · Indonésia         | 95,0 kg  |
| Total     | Liu Ling · China                  | 175,0 kg | Kunjarani Devi · Índia          | 170,0 kg | Sri Indriyani · Indonésia         | 170,0 kg |
| 50 kg     |                                   |          |                                 |          |                                   |          |
| Arranque  | Zhong Yan · China                 | 85,0 kg  | Izabela Dragneva · Bulgária     | 82,5 kg  | Winarni Binti Slamet · Indonésia  | 80,0 kg  |
| Arremesso | Winarni Binti Slamet · Indonésia  | 105,0 kg | Izabela Dragneva · Bulgária     | 102,5 kg | Swe Swe Win Birmânia              | 100,0 kg |
| Total     | Winarni Binti Slamet · Indonésia  | 185,0 kg | Izabela Dragneva · Bulgária     | 185,0 kg | Ri Yong-hwa · Coreia do Norte     | 180,0 kg |
| 54 kg     |                                   |          |                                 |          |                                   |          |
| Arranque  | Meng Xianjuan · China             | 87,5 kg  | Khin Moe Nwe Birmânia           | 85,0 kg  | Kuo Ping-chun · Taipé Chinesa     | 85,0 kg  |
| Arremesso | Meng Xianjuan · China             | 117,5 kg | Ri Song-hui · Coreia do Norte   | 110,0 kg | Saipin Detsaeng · Tailândia       | 110,0 kg |
| Total     | Meng Xianjuan · China             | 205,0 kg | Ri Song-hui · Coreia do Norte   | 195,0 kg | Saipin Detsaeng · Tailândia       | 195,0 kg |
| 59 kg     |                                   |          |                                 |          |                                   |          |
| Arranque  | Patmawati Abdul Hamid · Indonésia | 97,5 kg  | Khassaraporn Suta · Tailândia   | 92,5 kg  | Wu Mei-yi · Taipé Chinesa         | 92,5 kg  |
| Arremesso | Khassaraporn Suta · Tailândia     | 117,5 kg | Naw Ju Ni Birmânia              | 117,5 kg | Patmawati Abdul Hamid · Indonésia | 115,0 kg |
| Total     | Patmawati Abdul Hamid · Indonésia | 212,5 kg | Khassaraporn Suta · Tailândia   | 210,0 kg | Naw Ju Ni Birmânia                | 207,5 kg |
| 64 kg     |                                   |          |                                 |          |                                   |          |
| Arranque  | Chen Jui-lien · Taipé Chinesa     | 102,5 kg | Chen Yanqing · China            | 100,0 kg | Neelam Setti Laxmi · Índia        | 100,0 kg |
| Arremesso | Chen Yanqing · China              | 131,0 kg | Chen Jui-lien · Taipé Chinesa   | 122,5 kg | Lu Yun · China                    | 122,5 kg |
| Total     | Chen Yanqing · China              | 230,0 kg | Chen Jui-lien · Taipé Chinesa   | 225,0 kg | Neelam Setti Laxmi · Índia        | 217,5 kg |
| 70 kg     |                                   |          |                                 |          |                                   |          |
| Arranque  | Xiang Fenglan · China             | 105,5 kg | Ilona Dankó · Hungria           | 100,0 kg | Huang Hsi-li · Taipé Chinesa      | 97,5 kg  |
| Arremesso | Xiang Fenglan · China             | 130,5 kg | Irina Kasimova · Rússia         | 122,5 kg | Huang Hsi-li · Taipé Chinesa      | 120,0 kg |
| Total     | Xiang Fenglan · China             | 235,0 kg | Huang Hsi-li · Taipé Chinesa    | 217,5 kg | Ilona Dankó · Hungria             | 215,0 kg |
| 76 kg     |                                   |          |                                 |          |                                   |          |
| Arranque  | Hua Ju · China                    | 107,5 kg | Mária Takács · Hungria          | 100,0 kg | Mónica Carrió · Espanha           | 97,5 kg  |
| Arremesso | Hua Ju · China                    | 140,5 kg | Kim Soon-hee Coreia do Sul      | 125,0 kg | Mária Takács · Hungria            | 125,0 kg |
| Total     | Hua Ju · China                    | 247,5 kg | Mária Takács · Hungria          | 225,0 kg | Kim Soon-hee Coreia do Sul        | 220,0 kg |
| 83 kg     |                                   |          |                                 |          |                                   |          |
| Arranque  | Tang Weifang · China              | 117,5 kg | Albina Khomich · Rússia         | 107,5 kg | María Isabel Urrutia · Colômbia   | 105,0 kg |
| Arremesso | Tang Weifang · China              | 143,0 kg | María Isabel Urrutia · Colômbia | 130,0 kg | Aye Mon Khin Birmânia             | 127,5 kg |
| Total     | Tang Weifang · China              | 260,0 kg | María Isabel Urrutia · Colômbia | 235,0 kg | Aye Mon Khin Birmânia             | 227,5 kg |
| +83 kg    |                                   |          |                                 |          |                                   |          |
| Arranque  | Aye Aye Aung Birmânia             | 110,0 kg | Balkisu Musa · Nigéria          | 107,5 kg | Ma Runmei · China                 | 107,5 kg |
| Arremesso | Ma Runmei · China                 | 145,0 kg | Chen Hsiao-lien · Taipé Chinesa | 137,5 kg | Chen Shu-chih · Taipé Chinesa     | 135,0 kg |
| Total     | Ma Runmei · China                 | 252,5 kg | Chen Shu-chih · Taipé Chinesa   | 240,0 kg | Aye Aye Aung Birmânia             | 240,0 kg |

- — RECORDE MUNDIAL

## Quadro de medalhas
Quadro de medalhas no total combinado
| Ordem | País            | Medalha de ouro | Medalha de prata | Medalha de bronze | Total |
| ----- | --------------- | --------------- | ---------------- | ----------------- | ----- |
| 1     | China           | 10              | 3                | 1                 | 14    |
| 2     | Bulgária        | 3               | 2                | 1                 | 6     |
| 3     | Indonésia       | 2               | 0                | 1                 | 3     |
| 4     | Rússia          | 2               | 0                | 0                 | 2     |
| 5     | Polónia         | 1               | 2                | 2                 | 5     |
| 6     | Eslováquia      | 1               | 0                | 0                 | 1     |
| 7     | Taipé Chinesa   | 0               | 3                | 1                 | 4     |
| 8     | Turquia         | 0               | 2                | 0                 | 2     |
| 9     | Hungria         | 0               | 1                | 1                 | 2     |
| 9     | Índia           | 0               | 1                | 1                 | 2     |
| 9     | Coreia do Norte | 0               | 1                | 1                 | 2     |
| 9     | Coreia do Sul   | 0               | 1                | 1                 | 2     |
| 9     | Tailândia       | 0               | 1                | 1                 | 2     |
| 14    | Colômbia        | 0               | 1                | 0                 | 1     |
| 14    | Alemanha        | 0               | 1                | 0                 | 1     |
| 16    | Birmânia        | 0               | 0                | 3                 | 3     |
| 17    | Azerbaijão      | 0               | 0                | 1                 | 1     |
| 17    | Letônia         | 0               | 0                | 1                 | 1     |
| 17    | Ucrânia         | 0               | 0                | 1                 | 1     |
| 17    | Estados Unidos  | 0               | 0                | 1                 | 1     |
| 17    | Venezuela       | 0               | 0                | 1                 | 1     |
| Total | Total           | 19              | 19               | 19                | 57    |

Quadro de medalhas nos levantamentos + total combinado
| Ordem | País            | Medalha de ouro | Medalha de prata | Medalha de bronze | Total |
| ----- | --------------- | --------------- | ---------------- | ----------------- | ----- |
| 1     | China           | 29              | 9                | 6                 | 44    |
| 2     | Bulgária        | 8               | 5                | 5                 | 18    |
| 3     | Indonésia       | 4               | 0                | 5                 | 9     |
| 4     | Rússia          | 3               | 7                | 1                 | 11    |
| 5     | Polónia         | 3               | 5                | 5                 | 13    |
| 6     | Eslováquia      | 3               | 0                | 0                 | 3     |
| 7     | Birmânia        | 2               | 2                | 5                 | 9     |
| 8     | Taipé Chinesa   | 1               | 6                | 7                 | 14    |
| 9     | Tailândia       | 1               | 2                | 2                 | 5     |
| 10    | Alemanha        | 1               | 2                | 0                 | 3     |
| 11    | Cuba            | 1               | 1                | 0                 | 2     |
| 12    | Venezuela       | 1               | 0                | 1                 | 2     |
| 13    | Turquia         | 0               | 3                | 2                 | 5     |
| 13    | Hungria         | 0               | 3                | 2                 | 5     |
| 15    | Coreia do Sul   | 0               | 3                | 1                 | 4     |
| 16    | Índia           | 0               | 2                | 2                 | 4     |
| 17    | Colômbia        | 0               | 2                | 1                 | 3     |
| 17    | Coreia do Norte | 0               | 2                | 1                 | 3     |
| 19    | Azerbaijão      | 0               | 1                | 1                 | 2     |
| 19    | Estados Unidos  | 0               | 1                | 1                 | 2     |
| 21    | Nigéria         | 0               | 1                | 0                 | 1     |
| 22    | Letônia         | 0               | 0                | 3                 | 3     |
| 22    | Ucrânia         | 0               | 0                | 3                 | 3     |
| 24    | Espanha         | 0               | 0                | 2                 | 2     |
| 25    | Cazaquistão     | 0               | 0                | 1                 | 1     |
| Total | Total           | 57              | 57               | 57                | 171   |

## Classificação por equipe
| Posição | Equipe   | Pontos |
| ------- | -------- | ------ |
| 1       | China    | 643    |
| 2       | Bulgária | 521    |
| 3       | Turquia  | 507    |
| 4       | Rússia   | 458    |
| 5       | Polónia  | 433    |
| 6       | Egito    | 343    |

| Posição | Equipe        | Pontos |
| ------- | ------------- | ------ |
| 1       | China         | 666    |
| 2       | Myanmar       | 510    |
| 3       | Índia         | 508    |
| 4       | Tailândia     | 499    |
| 5       | Taipé Chinesa | 480    |
| 6       | Rússia        | 366    |

## Participantes
Um total de 332 halterofilistas de 58 nacionalidades participaram do evento.
| - Argélia (1) - Argentina (2) - Armênia (4) - Austrália (11) - Áustria (3) - Azerbaijão (3) - Bélgica (2) - Bulgária (9) - Canadá (7) - Chile (1) - China (19) - Taipé Chinesa (19) - Colômbia (1) - Cuba (4) - Chéquia (4) - Dinamarca (1) - Egito (11) - Finlândia (4) - França (4) - Alemanha (6) | - Reino Unido (5) - Grécia (6) - Hungria (6) - Índia (9) - Indonésia (3) - Iraque (2) - Israel (1) - Itália (9) - Japão (11) - Cazaquistão (7) - Quirguistão (1) - Letônia (5) - Lituânia (1) - Malásia (2) - México (1) - Moldávia (3) - Birmânia (9) - Nauru (5) - Países Baixos (3) - Nova Zelândia (2) | - Nigéria (2) - Coreia do Norte (5) - Noruega (2) - Polónia (8) - Roménia (6) - Rússia (16) - Eslováquia (6) - Coreia do Sul (8) - Espanha (8) - Suécia (2) - Suíça (1) - Tailândia (19) - Turquia (17) - Ucrânia (7) - Estados Unidos (8) - Uruguai (1) - Uzbequistão (4) - Venezuela (5) |